# Eszter Krutzler
Eszter Krutzler (ur. 4 marca 1981 w Szombathely) – węgierska sztangistka, wicemistrzyni olimpijska, wicemistrzyni świata, brązowa medalistka mistrzostw Europy.
Podczas igrzysk olimpijskich w Atenach zdobyła srebrny medal w kategorii do 69 kilogramów, z wynikiem 262,5 kg w dwuboju.